# 도협 2
《도협 2 - 상해탄도성》(God Of Gamblers III: Back To Shanghai, 賭俠 II 之上海灘賭聖)는 홍콩에서 제작된 왕정 감독의 1991년 코미디, 액션 영화이다. 주성치 등이 주연으로 출연하였다.

## 출연

### 주연
- 주성치
- 공리
- 여량위
- 장민

### 조연
- 오군여
- 오맹달
- 왕정
- 향화강
- 유순
- 전풍
- 황빙야오
- 황윈스
- 정동
- 주비리
- 용방